# Бібліотека Заліза
Бібліоте́ка Залі́за (нім. Eisenbibliothek) — наукова бібліотека, що спеціалізується на збиранні фахової літератури про хімічний елемент залізо та його використання. Бібліотека Заліза розташована в містечку Шлат (Тургау). Фонди бібліотеки становлять 40 000 одиниць зберігання.
Бібліотека видає фаховий часопис «Ferrum». Вона заснована 1948 року і є фундацією Georg Fischer AG (Шаффгаузен). Бібліотека Заліза є важливим міжнародним центром досліджень з історії техніки.

## Історія
Фундація «Бібліотека Заліза» заснована у грудні 1948 року з ініціативи Ернста Мюллера (1885—1957), тодішнього члена адміністративної ради фірми Georg Fischer AG (GF). Основою нової бібліотеки стала приватна книгозбірня Ернста Мюллера, яку той збирав протягом десятків років. Книгозбірня Ернста Мюллера містила велику кількість давньої і нової літератури про найважливіші напрямки промислової діяльності фірми Fischer AG та споріднених тем.

### Скарби бібліотеки
- Рукопис праці «Aristoteles-Albertus-Magnus» (перша половина XIII століття). Окрім праці Арістотеля рукопис містить працю «De mineralibus» (Про мінерали) та «De natura loci» (Про природу місцевостей) Альберта Великого[3].
- Альберт Великий, De natura locorum, Страсбург, 1515.[4] (не доступно для користування)
- Ґеорґіус Аґрікола, de re metallica. Базель, 1556.
- Ісаак Ньютон, Математичні начала натуральної філософії, Лондон, 1687.